# Вільгельм Кейтель
Вільгельм Бодевін Йохан Густав Кайтель (нім. Wilhelm Bodewin Johann Gustav Keitel; нар. 22 вересня 1882, Бад-Гандерсгайм, Брауншвейг (нині земля Нижня Саксонія) — пом. 16 жовтня 1946, Нюрнберг, Американська зона окупації Німеччини) — німецький військовий діяч за часів Третього Рейху, начальник штабу Верховного головнокомандування збройними силами Німеччини (1938–1945), генерал-фельдмаршал (1940). Вільгельм Кейтель був підписантом багатьох наказів та директив, що призводили до величезної кількості воєнних злочинів.
Вільгельм Кейтель починав свою військову кар'єру у вищому командуванню Вермахту з посади голови Управління збройних сил у міністерстві війни Рейху з 1935 року. З тих пір, він зумів дослужитися до посади начальника штабу Верховного головнокомандування Вермахту в 1938 році.
Підписав акт про капітуляцію Німеччини, який закінчив Другу світову війну в Європі. Після завершення Другої світової війни, він став один з військових злочинців Німеччини, що був засуджений Міжнародним військовим трибуналом в Нюрнберзі. Йому інкримінували причетність до злочинів проти людства, злочинів агресії, співучасть у злочинах та воєнних злочинів. Він засуджений до смертної кари та був страчений через повішення.

## Біографія

### Ранні роки
Вільгельм Бодевін Йохан Густав Кайтель народився 22 вересня 1882 року в багатому маєтку Гельмшероде (біля Гандерсгайма, герцогство Брауншвайг) у сім'ї землевласника Карла Вільгельма Августа Луіса Кейтеля (1854—1934) і Аполонії Кайтель, уродженою Віссерінг (1855–1888).
Маєток був куплений його дідом, окружним королівським радником Карлом Вільгельмом Ернстом Кейтелем в 1871 році, і ще довго Кейтелям доводилося розплачуватися з кредиторами, тому сім'я жила небагато. Весілля його батьки зіграли у вересні 1881 року, а у вересні наступного року народився їх первісток Вільгельм. Коли йому було 6 років, Аполонія померла від пологової гарячки, народивши молодшого брата Вільгельма — Бодевіна Кейтеля, що в майбутньому став також воєначальником.
До 9 років Вільгельм вчився у домашніх вчителів, а на Пасху 1892 року батько відправив його до Королівської гімназії Геттінгена (зараз — гімназія Макса Планка). Вчився майбутній полководець середньо, не виділяючись на тлі інших учнів. Навчаючись в гімназії, Кейтель мріяв про кар'єру офіцера та хотів служити в кавалерії, але утримання власного коня було йому не по кишені, і йому довелося піти в польову артилерію.

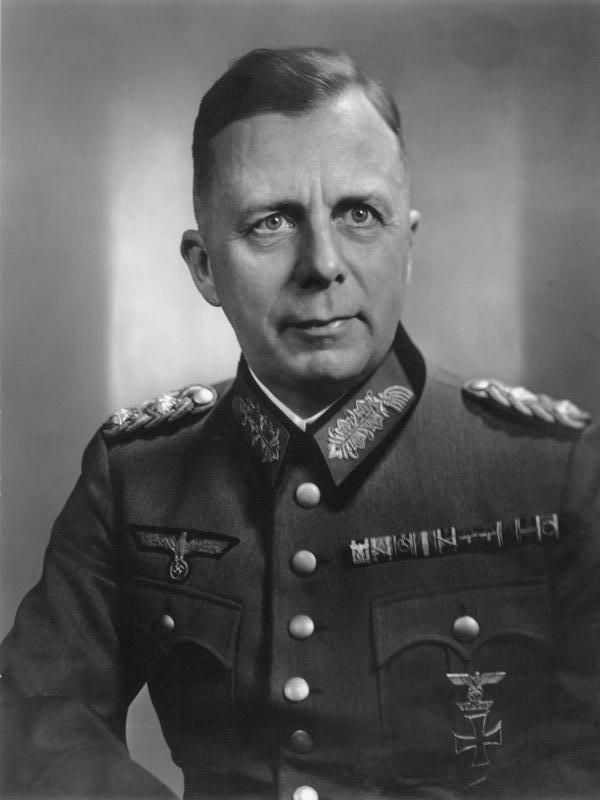
Рідний молодший брат В. Кейтеля — генерал від інфантерії Бодевін Кейтель

### Військова служба

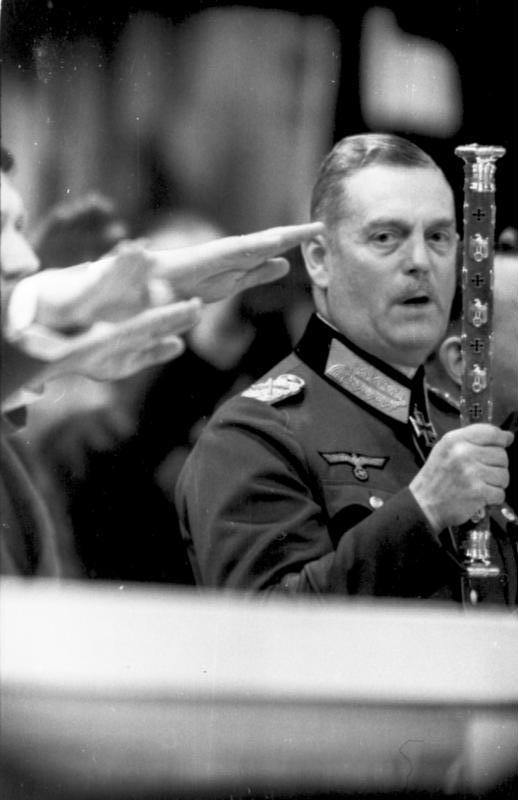
Генерал-фельдмаршал В. Кейтель

На Паску 1900 року батько записав його волонтером до 46-го Нижньосаксонського артилерійського полку, розквартирований у Вольфенбюттеле і Целле, у відносній близькості від Хельмшероде. Як доброволець, Кейтель мав привілеї: обов'язкова служба тривала не 3 роки, а рік, і доброволець міг вибирати рід військ і місце служби. Проте йому доводилося жити на власні кошти, а не на казенні.
Незабаром після цього батько Вільгельма удруге одружувався на Анні Грегуар, домашній вчительці Бодевіна.
7 березня 1901 року, після закінчення школи в Геттінгені В. Кейтель прибув для подальшого проходження військової служби в розташування 46-го артполку, де він був волонтером, ставши фанен-юнкером (кандидатом в офіцери). Штаб та 1-й дивізіон артилерійського полку (у тому числі і 2-га Брауншвейгська батарея, в якій згодом служив Кейтель) розташовувався у Вольфенбюттелі. Спочатку Вільгельм служив в 1-й батареї гауптмана фон Утмана.
18 серпня 1902 року Кейтель був підвищений в лейтенанти, закінчивши перед цим військове училище в Анкламі. Незабаром після цього його перевели в 2-гу батарею. Варто відзначити, що 3-ю батареєю в цей час командував інший майбутній генерал-фельдмаршал Гюнтер фон Клюге, що прийшов в полк з кадетського корпусу; стосунки між ними не занадилися: Кейтель вважав Клюге зарозумілим вискочкою, таким, що володів тим «букетом негативних здобутих якостей», які дають виховання і освіту в закритій установі казармового типу. У свою чергу Клюге не цінував Кейтеля і називав його «абсолютним нулем».
У 1904-05 роках Кейтель закінчив річні курси артилерійсько-піхотного училища в м. Йютербог. Керівництво училища в порядку заохочення за успішне навчання клопотало про переведення його в навчальний полк артилерійського училища, але Кейтель не захотів вчитися далеко від дому. Незабаром командир полку полковник фон Штольценберг призначив його полковим ад'ютантом.
18 квітня 1909 року Вільгельм Кейтель одружувався на Лізі Фонтен, дочці промисловця і землевласника з Ганновера Арманда Фонтена. Згодом в їх сім'ї народилося 6 дітей, три сини і три дочки. Один з дітей помер ще немовлям, сини пішли по стопах батька, ставши військовими. Старший син Вільгельм Кейтеля Карл-Гайнц Кейтель проходив службу у військах Ваффен СС й в чині штурмбанфюрера був одним з командирів загонів в 37-й добровольчій кавалерійській дивізії СС «Лютцов»
- 14 жовтня 1901 — фенріх
- 18 серпня 1902 — лейтенант
- 18 серпня 1910 — оберлейтенант
- 8 серпня 1914 — гауптман
- 1 червня 1923 — майор
- 1 лютого 1929 — оберстлейтенант
- 1 жовтня 1931 — оберст
- 1 квітня 1934 — генерал-майор
- 1 січня 1936 — генерал-лейтенант
- 1 серпня 1937 — генерал артилерії
- 1 листопада 1938 — генерал-полковник
- 19 липня 1940 — генерал-фельдмаршал

### Перша світова війна
Влітку 1914 Кейтель разом з дружиною відпочивав в Швейцарії. Звістка про вбивство ерцгерцога Франца Фердинанда застала його в Констанці, на шляху додому. Вільгельм перервав відпустку і терміново виїхав в полк. Під час Першої світової війни оберлейтенант Кейтель служив на Західному фронті у своєму 46-му артилерійському полку на посаді полкового ад'ютанта і вже у вересні 1914 року був важко поранений у Фландрії (уламком перебило праве передпліччя).
Повернувшись до полку після лікування, в жовтні 1914 року був підвищений до гауптмана та призначений командиром батареї в своєму артполку. У березні 1915 року Кейтель був зарахований до корпусу Генерального штабу і переведений в штаб XVII-го резервного корпусу його представником. У 1916 році призначений «Ia», тобто начальником оперативного відділу штабу 19-ї резервної дивізії. У грудні 1917 отримав призначення у Великий Генеральний штаб (Берлін).
Після закінчення війни він залишився в новоствореній армії Веймарської республіки і брав участь у створенні прикордонних військ на кордоні з Польщею. Також служив в штабі дивізії, а пізніше два роки вчився в кавалерійському училищі в Ганновері. З 21 грудня 1917 — начальник оперативного відділу штабу корпусу морської піхоти у Фландрії.
Наприкінці 1915 року відбулося його знайомство з 1-м офіцером оперативного управління штабу 7-ї армії майором Вернером фон Бломбергом, що обернулося відданою дружбою на всьому протязі подальшої кар'єри обох воєначальників. Ще в 1914 році був нагороджений Залізними хрестами обох ступенів, усього за часи Першої світової отримав ще десять німецьких і один австрійський орден.

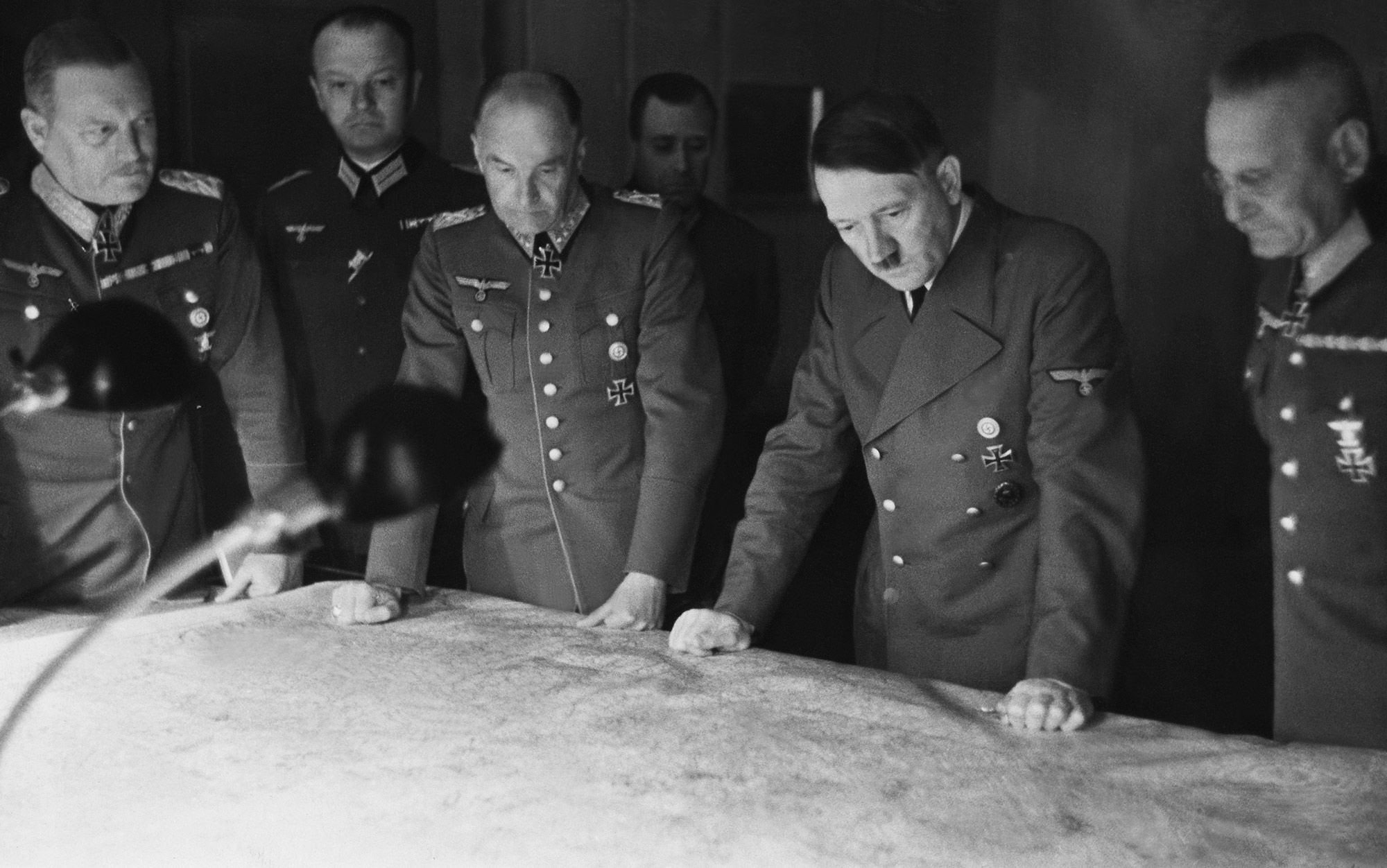
Гітлер з Верховним командуванням Вермахту за обговоренням ситуації на фронті. Зліва направо: В. Кейтель, Ф. Гальдер, А. Гітлер, В. фон Браухіч. 1940

### Міжвоєнний час
Після закінчення війни гауптман Кейтель залишився в заново створеній армії Веймарської республіки. У 1919 році служив на посаді головного інтенданта в штабі 2-го армійського корпусу, потім в штабі 10-ї бригади. З жовтня 1919 по вересень 1922 — викладач тактики в кавалерійському училищі, потім — командир батареї в 6-му артполку. У 1923 році підвищений в майори. У лютому 1925 року Кейтеля перевели до міністерства оборони, на посаду інструктора департаменту підготовки військ Генштабу, що був вимушений в результаті Версальського мирного договору 1919 маскуватися під назвою «піхотного управління» (нім. Truppenamt).
У 1927—1929 — знов на командній посаді, командир дивізіону в 6-му артполку. Підвищений в оберстлейтенанти. З жовтня 1929 по жовтень 1933 — начальник організаційного департаменту міністерства оборони. Наприкінці літа 1931 року у складі німецької військової делегації відвідав СРСР. У 1933–1934 роках — начальник артилерії 3-го військового округу. У 1934 році отримав військове звання генерал-майора. Потім військовий комендант Бремена, формував 22-гу піхотну дивізію. У жовтні 1935 року за рекомендацією Вернера фон Фріча Кейтель призначений начальником управління збройних сил (нім. Wehrmachtamt).
З 1 січня 1936 — генерал-лейтенант, з серпня 1937 року — генерал артилерії.
У 1938 після скандалів, пов'язаних зі справою Бломберга-Фріча, з 4 лютого 1938 року Кейтель очолив Верховне головнокомандування вермахту (збройних сил) (OKW) й незабаром увійшов до складу кабінету Гітлера. Скориставшись своїм становищем переконав Гітлера та сприяв призначенню свого давнішнього товариша Вальтера фон Браухіча на посаду Головнокомандувача Сухопутними військами Вермахту.
У жовтні 1938 у зв'язку з окупацією Судетів призначений фюрером військовим губернатором Судетенленду, та незабаром отримує чергове військове звання — генерал-полковник.

### Друга світова війна
З початком Другої світової війни В. Кейтель грав виключну роль й був одним з ключових розробників військових операцій, як на Західному, так й на Східному фронтах. За свої заслуги у 1939 році за Польську кампанію Кейтель був нагороджений планками до Залізних хрестів (повторне нагородження).
У липні 1940 року, після Французької кампанії, йому надано звання генерал-фельдмаршала. Нагородження Кейтеля Лицарським хрестом було незвичайним. За неголосними вимогами Лицарський Хрест отримували лише польові командувачі та командири, що діяли на передовій. Кейтель отримав найпочеснішу нагороду за досягнення у переговорах з Францією щодо капітуляції.

Кейтель підписує акт про беззастережну капітуляцію

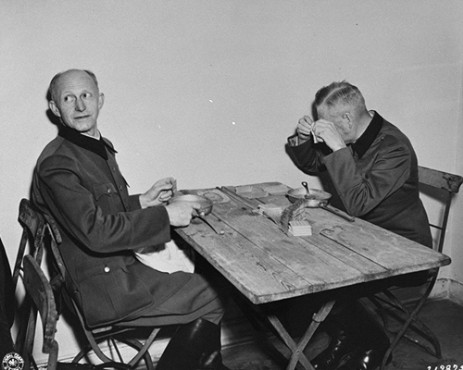
Кейтель та А.Йодль в Нюрнберзький в'язниці

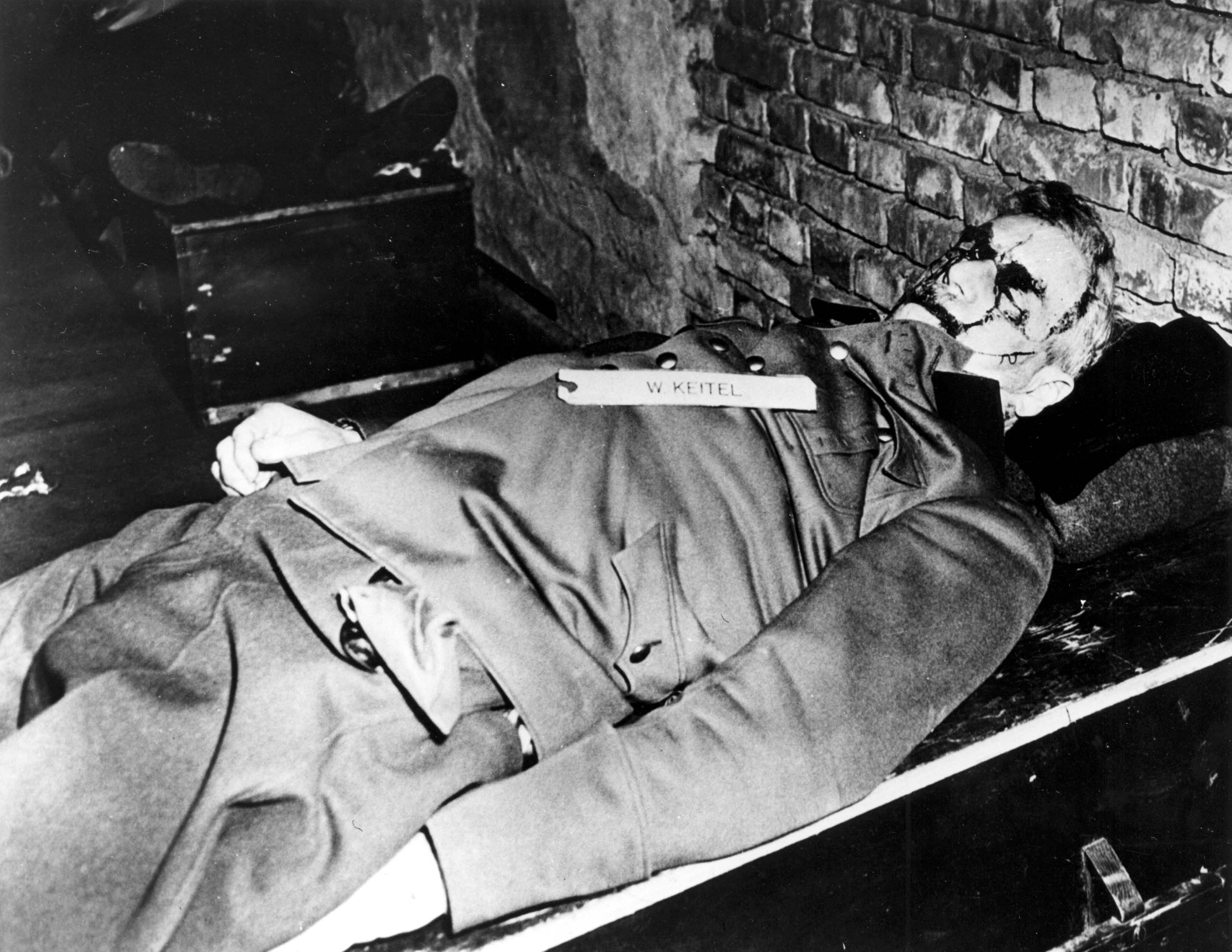
Тіло мертвого фельдмаршала Кейтеля після страти

Кейтель радив Гітлеру не нападати на Францію і ставав проти плану «Барбаросса». Обидва рази він подавав у відставку, але Гітлер її не приймав. У 1942 році Кейтель востаннє відважився заперечувати фюрерові, виступивши на захист розбитого на Східному фронті фельдмаршала Ліста, чия група армій «A» провалила наказ Гітлера в битві за Кавказ. Фюрер знехтував проханням Головнокомандувача та відправив Ліста у відставку. Після цього випадку Кейтель ніколи більше не суперечив наказам Верховного Головнокомандувача й безумовно їх виконував. Так, під час однієї зі стратегічних нарад у Гітлера наприкінці війни, Люфтваффе викрило підготовку радянських військ до стратегічного наступу та готовність величезної кількості літаків на аеродромах. Рейхсмаршал Герман Герінг, головнокомандувач військово-повітряних сил Німеччини, запевняв Гітлера, що це лише муляжі, Червона армія не здатна мати такої кількості військової авіації. І хоча Кейтель відверто знав з розвідувальних даних, що це не правда, він заявив: «Мій фюрер, рейхсмаршал правий». За свою безмежну відданість Гітлеру, Кейтель заслугував серед офіцерського корпусу прізвисько «Лакейтель».
Під час підготовки до операції «Цитадель», Кейтель всупереч думці основної маси генералітету погодився з планом Гітлера на початок операції, хоча багато хто з офіцерів у військам вважали, що ані війська, ані нові танки до наступу не готові.
20 липня 1944 генерал-фельдмаршал В. Кейтель був присутній на нараді у «Вольфшанце» і зазнав контузії через вибух бомби, закладеної організаторами замаху на Гітлера. Опритомнівши, першим кинувся до пораненого Гітлера, підняв його і вивів з приміщення, після чого керував придушенням «Змови 20 липня» і брав участь в засіданнях Суду Честі, що віддав багато вищих офіцерів, у тому числі фельдмаршала фон Вітцлебена, «Народній судовій палаті».
Після самогубства Гітлера 30 квітня 1945, Кейтель залишався у складі короткочасного уряду Фленсбуга на чолі з грос-адміралом Карлом Дьоніцем.
Відповідно до закону, Кейтелю як професійному військовому було заборонено членство у лавах НСДАП, проте після гучних перемог Вермахту на Східному фронті на першому етапі радянсько-німецької війни, за особистою рекомендацією Гітлера, йому була вручена вища нагорода членів нацистської партії — Золотий партійний знак НСДАП. З 1944 року, закон щодо позапартійності був змінений, й офіцерський корпус був заохочуваний приєднуватися до націонал-соціалистів. Як стверджував на процесі у Нюрнберзі Кейтель він ніколи офіційно не вступав до лав Націонал-соціалістичної робітничої партії Німеччини, але був лише одним з двох вищих чинів німецького генералітету, хто удостоївся честі бути нагородженим таким знаком.

### СпівучастьКейтеля у військових злочинах нацизму
Кейтель беззаперечно підтримував заходи расового контролю, геноциду та інших воєнних злочинів, що коїлися за командою нацистської верхівки на території окупованих країн. Так, з початком радянсько-німецької війни В. Кейтель підписав Наказ «Про застосування військової підсудності в районі проведення Барбаросса» — відповідно до цього наказу, люди на окупованих територіях Радянського Союзу, що були підозрювані в опорі німцям, мали бути розстріляні: негайно — при спробі до втечі, або за наказом офіцера.
«Наказ про комісарів» — секретний наказ від 6 червня 1941 року, відданий верховним командуванням вермахту німецьким офіцерам, який наказував знищувати захоплених в полон комісарів (політруків). Указ був підписаний главою ОКВ Вільгельмом Кейтелем, проте декілька німецьких командирів на Східному фронті, у тому числі Еріх фон Манштейн цей наказ ігнорували. Згодом Кейтелю ставили в провину також те, що він дав Гіммлеру можливість проводити етнічні чистки на окупованій радянській території, і наказ, згідно з яким льотчики, що потрапили в полон, з полку «Нормандія-Німан» не вважалися військовополоненими і страчувалися на місці.

### Капітуляція та Нюрнберзький процес
8 травня 1945 року Кейтель підписав повторний акт про капітуляцію Німеччини. Через чотири дні він був арештований і незабаром з'явився перед Міжнародним Військовим трибуналом, де йому були пред'явлені звинувачення в змові проти миру, підготовці та веденні війни, військових злочинах і злочинах проти людяності. Кейтель дав свідчення, що він знав про підзаконність багатьох з наказів Гітлера, однак був вимушений діяти відповідно до принципу нацистської єдиноначальності (нім. Führerprinzip). Трибунал відкинув виправдання Кейтеля про те, що він всього лише виконував накази Гітлера, і визнав його винним за всіма пунктами звинувачення.
- (Останнє слово Кейтеля на Нюрнберзькому процесі) — «Наказ для солдата — є завжди наказ!»

Підкреслюючи злочинність дій Кейтеля під час війни, й те що, його підпис стоїть під більшістю розпоряджень та наказів про страту військових противника та політичних опонентів нацистського режиму, союзники відмовили йому в розстрілі і постановили стратити його через повішення. Вирок був приведений у виконання 16 жовтня 1946 року. Після страти Ріббентропа на ешафот зійшов Кейтель. Він сам зійшов на платформу без допомоги охоронців, назвавши своє ім'я.
Під час повішення, через те, що шнур був недостатньої довжини, Кейтель помирав ще 24 хвилини від ядухи, після того як відкрився люк.
Останніми словами Кейтеля були: «Я прошу всемогутнього Господа бути милосердним до народу Німеччини. Більше двох мільйонів німецьких солдатів загинули за батьківщину до мене. Я йду за моїми синами — в ім'я Німеччини».

## Нагороди генерал-фельдмаршала Вільгельма Кейтеля
- Залізний Хрест (1914) II та I ступеня із застібками 1939 року
- Лицарський орден дому Гогенцоллернів з мечами
- Хрест «За військові заслуги» (Брюнсвік) II та I ступеня
- орден дому Сакс-Ерністіне II ступеня з мечами
- Медаль «За відвагу» (Гессен)
- Хрест Фрідріха-Августа (Ольденбург) II та I ступеня
- Ганзейський Хрест (Бремен)
- Ганзейський Хрест (Гамбург)
- Хрест «За військові заслуги» (Австро-Угорщина) III ступеня
- Орден Генріха Лева IV ступеня
- Почесний хрест ветерана війни з мечами
- Медаль «За вислугу років у Вермахті» 4-го, 3-го, 2-го і 1-го класу (за 25 років військової служби)
- Медаль «У пам’ять 13 березня 1938 року»
- Медаль «У пам'ять 1 жовтня 1938» із застібкою «Празький град»
- Медаль «У пам’ять 22 березня 1939 року»
- Золотий партійний знак НСДАП 30 січня 1937
- Орден Михая Хороброго 3-го, 3-го і 1-го класу (Румунія)
  - 1-го класу (14 жовтня 1941)
- Орден Хреста Свободи, великий хрест з мечами (Фінляндія) (25 березня 1942)
- Орден Білої Троянди (Фінляндія), великий хрест із зіркою і мечами
- Савойський військовий орден, великий хрест (Італія)
- Нагрудний знак «За поранення 20 липня 1944» в чорному

## Мемуари
- Кейтель Вильгельм. 12 ступенек на эшафот.. / Пер. Н. Лаврова. — Ростов н/Д : Феникс, 2000. — 416 с. — ISBN 5–222–01198–4. (рос.)
- Кейтель Вильгельм. Мемуары фельдмаршала. Победы и поражение вермахта. 1938–1945 / Пер. П. Никишов. — М. : Центрполиграф, 2011. — ISBN 5-9524-1420-6. (рос.)

## Відео
- Wilhelm Keitel